# 森星
森星（日文： Hikari Mori，1992年4月22日—），日本意大利裔美国人混血女演員兼模特，O型血，身高175公分，2016年3月23日毕业于日本庆应义塾大学，与长姐森泉曾任日本女性时尚杂志《CanCam》的专属模特，为连续兩年登上Met Gala紅毯的唯一一位日本女星。

## 个人生活

### 家庭
祖母为时尚设计师森英惠，父亲森顯为企业家龙头，大哥是M娱乐总裁森研，二哥是时装设计师森勉，长姐是同为艺人的森泉，二姐是前时装模特，森雪。因此「森」氏家族被日媒称为日版卡戴珊家族。

## 作品

### 电视剧
- 2005年10月 — 《一公升的眼泪》 客串：藤村まどか（藤村圆）
- 2006年4月 — 《警視廳搜查一課9係》 客串：奥津薰
- 2007年1月 — 《金田一耕助 — 惡魔吹著笛子來（日语：悪魔が来りて笛を吹く）》 出演：お种
- 2009年10月 — 《谈判尤物2》 客串：坂田良子(阪田良子)
- 2011年10月 — 《摔角妖精宫殿》 出演：漆原みどり

### 电影
- 2012年 — 《青空的白云（日语：青いソラ白い雲）》 主演：小林リエ（小林理惠）

## 奖项与提名
- 2015亚洲模特节“日本”艺人奖（2015年）
- 第32届Best-Jeanist（日语：ベストジーニスト）委员会选举部门（2015年）[2]
- 第5届BEAUTY PERSON OF THE YEAR（日语：BEAUTY PERSON OF THE YEAR） Break Award（2016年）[3]
- 第30届日本眼镜最佳着装奖（太阳镜类）（2017年）[4]
- 第55届日本时尚编辑俱乐部（FECJ）奖年度名人、年度模特（2017年）[5]
- VOGUE JAPAN 2018年年度女性（2018年）[6]